# Rogóźno (powiat łaski)
Rogóźno – wieś sołecka w Polsce położona w województwie łódzkim, w powiecie łaskim, w gminie Widawa.
Miejscowość leży przy drodze wojewódzkiej nr 481 z Łasku do Wielunia.
W latach 1975–1998 miejscowość położona była w województwie sieradzkim.
W obrębie wsi, pomiędzy drogą z Widawy do Łasku a linią kolejową nr 131 Śląsk - porty, są zachowane dwa polskie schrony betonowe dla stanowiska ckm i trzech żołnierzy. Schrony te powstały w sierpniu 1939 na linii obrony w oparciu o rzeki: Warta i Widawka. We wrześniu 1939 walczył tu radomski 72 Pułk Piechoty.